# Nīca
Nīca è un comune della Lettonia appartenente alla regione storica della Curlandia di 3.858 abitanti (dati 2009).

## Località
Il comune è stato istituito nel 2009 ed è formato dalle seguenti località:
- Nīca
- Otaņķi